# Moord in de bibliotheek
Moord in de bibliotheek is een detective- en misdaadverhaal geschreven door Agatha Christie. Het werk verscheen initieel in 1973 onder de titel Postern of Fate en werd uitgegeven door de Britse Collins Crime Club. In de Verenigde Staten werd het hetzelfde jaar uitgegeven door Dodd, Mead and Company. Een Nederlandstalige versie wordt uitgegeven door Luitingh-Sijthoff.

## Synopsis
Tommy Bereford en Tuppence Cowley zijn op pensioen en hebben een huis gekocht in Hollowquay. De vorige eigenaars hebben de boeken in de bibliotheek achtergelaten. Terwijl Tuppence de kinderboeken sorteert, leest ze in The Black Arrow: A Tale of the Two Roses van auteur Robert Louis Stevenson een boodschap geschreven door Alexander Parkinson met de tekst: "Mary Jordan stierf niet op natuurlijke wijze. Het was een van ons. Ik denk te weten wie."
Tuppence gaat op zoek naar het graf van Mary Jordan. Ze vindt dat niet, maar wel het graf van Alexander die op veertienjarige leeftijd stierf. Mary was destijds de gouvernante. Volgens de lijkschouwing stierf ze nadat ze giftig vingerhoedskruid had gegeten.
Tommy en Tuppence ondervragen de oudere lokale bevolking. Volgens hen was Mary een geheim Brits agente die betrokken was bij de ontwikkeling van een nieuwe duikboot. Dat wordt bevestigd door de Britse geheime dienst. Ze gaan op zoek naar de reden waarom Mary vermoord werd, maar hun tuinman vinden ze niet veel later vermoord aan de deur en vijanden doen er alles aan zodat ze niet achter het langbewaarde geheim komen.